# Sabine Petzl
Sabine Petzl (ur. 9 sierpnia 1965 roku w Wiedniu) – austriacka aktorka, znana głównie jako Biggi z serialu Medicopter 117.

## Filmografia
- 2002: Dickköpfe, Die jako Maria Lassnitzer
- 2001: Reise des Herzens jako Maria
- 1999: Zwei Männer am Herd jako Giulietta Albertini
- 1998: Medicopter 117 jako Biggi Schwerin

### Gościnnie
- 1999–2003: Ritas Welt jako Ramona
- 1998: Siska jako Marianne Siska
- 1995–2001: Stefan Frank - lekarz znany i lubiany jako Dr Bea Gerlach
- 1994–2004: Komisarz Rex jako Elisabeth Böhm
- 1993: Wildbach jako Debbie Harrer
- 1977: Alte, Der jako Petra Wollgast, Brigitte Kassei, Bettina Husak i Wilma Husak